# Сяка-де-Педуре (комуна)
Сяка-де-Педуре (рум. Seaca de Pădure) — комуна у повіті Долж в Румунії. До складу комуни входять такі села (дані про населення за 2002 рік):
- Велень (581 особа)
- Рекіта-де-Сус (237 осіб)
- Сяка-де-Педуре (568 осіб)

Комуна розташована на відстані 221 км на захід від Бухареста, 40 км на захід від Крайови.

## Населення
За даними перепису населення 2002 року у комуні проживали 1386 осіб, усі — румуни. Усі жителі комуни рідною мовою назвали румунську.
Склад населення комуни за віросповіданням:
| Релігія       | Кількість осіб | Відсоток |
| ------------- | -------------- | -------- |
| православні   | 1385           | 99,9%    |
| п'ятдесятники | 1              | 0,1%     |